# Josef Koza
Josef Koza (13. března 1946 – 27. března 2008) byl český a československý politik Komunistické strany Československa, poslanec Sněmovny lidu Federálního shromáždění za normalizace. Po roce 1989 komunální politik za ČSSD.

## Biografie
K roku 1976 se profesně uvádí jako předseda MNV.
Ve volbách roku 1976 zasedl do Sněmovny lidu (volební obvod č. 49 - Plasy, Západočeský kraj). Ve Federálním shromáždění setrval do konce funkčního období, tedy do voleb roku 1981.
Politicky se angažoval i po sametové revoluci. V komunálních volbách roku 2002 a komunálních volbách roku 2006 kandidoval za ČSSD do zastupitelstva obce Žihle, přičemž se stal starostou. V roce 2002 je profesně uváděn jako jednatel firmy. Zemřel roku 2008 v Ústřední vojenské nemocnici v Praze., kde byl předtím hospitalizován kvůli operaci srdce.